# Čerenčany
Čerenčany (in passato Cšerencšány, in ungherese: Cserencsény, in tedesco: Klein-Steffelsdorf o Tscherentschen) è un comune della Slovacchia facente parte del distretto di Rimavská Sobota, nella regione di Banská Bystrica.
Il villaggio compare per la prima volta nei documenti medievali nel 1334 con il nome di Cherenchen, come possedimento dell'arcivescovato di Kalocsa. Nel XV secolo passò alla signoria del castello di Hajnáčka.